# Valdorria
Valdorria es una localidad del municipio de Valdepiélago, provincia de León, España. 

## Situación

Pendón de Valdorria

Escudo que se encuentra en la portada de la ermita de San Froilán en Valdorria y que perteneció a los Osorio de los Ríos

Está situado a 1337 metros de altitud, con un desnivel de algo más de 30 metros entre la parte más alta y las más baja.

## Demografía
| 2000 |  | 2002 |  | 2004 |  | 2006 |  | 2008 |  | 2010 |  | 2012 |  | 2014 |
| ---- |  | ---- |  | ---- |  | ---- |  | ---- |  | ---- |  | ---- |  | ---- |
| 26   |  | 24   |  | 22   |  | 20   |  | 17   |  | 17   |  | 15   |  | 17   |